# Appendicula tagalensium
Appendicula tagalensium är en orkidéart som beskrevs av Friedrich Fritz Wilhelm Ludwig Kraenzlin. Appendicula tagalensium ingår i släktet Appendicula och familjen orkidéer.
Artens utbredningsområde är Filippinerna. Inga underarter finns listade i Catalogue of Life.